# Grammia determinata
Grammia determinata är en fjärilsart som beskrevs av Berthold Neumoegen 1871. Grammia determinata ingår i släktet Grammia och familjen björnspinnare. Inga underarter finns listade i Catalogue of Life.